# Tui zpěvný
Tui zpěvný (Prosthemadera novaeseelandiae) je zpěvný pták z čeledi kystráčkovití vyskytující se endemitně na Novém Zélandu. Jedná se o jediného zástupce rodu tui (Prosthemadera). Tui je znám hlavně pro svůj pestrý vokální projev, který patří k nejrozmanitějším v ptačí říši. Dokáže vydávat dva tóny najednou a dovede umně imitovat nejen zpěv ostatních ptáků, ale také zvuky lidského původu jako je alarm od auta, vyzvánění mobilu, tříštění skla nebo lidská řeč. Tui je silně teritoriální a svůj zpěv využívá k vymezení teritoria, samci zpěv užívají k nalákání pozornosti samic.
Tui zpěvný tvoří dva poddruhy. Pevninský poddruh novaeseelandiae se vyskytuje na hlavních novozélandských ostrovech (Jižní, Severní, Stewartův) a na přilehlých menších ostrovech a souostrovích od Kermadekových ostrovů na severu po Aucklandovy ostrovy na jihu. Chathamský poddruh chathamensis obývá Chathamské ostrovy. Hnízdní habitat druhu tvoří hlavně původní, občas i druhotné lesy a křoviny, mimo hnízdění se tuiové vyskytují i v otevřenější krajině s malým počtem stromů včetně venkovských zahrad a městských parků. Tuiové jsou známí svou agresivitou k ostatním jedincům téhož druhu a k jiným ptákům i lidem, pokud se přiblíží k jejich teritoriu či zdroji potravy.
Ke kladení vajec dochází nejčastěji v listopadu a prosinci. Hnízdo šálkovitého tvaru staví pouze samice v korunách stromů. Samice klade 2–4, nejčastěji 3 elipsovitá vejce. Inkubaci dlouhou kolem 14 dní zajišťuje pouze samice. O vyklubaná mláďata se stará samec i samice, k jejich osamostatnění dochází za cca 30 dní od narození. Živí se hlavně nektarem velkých rostlin (hlavně lenovníku), dále hmyzem (strašilky, cikády aj.), pylem a ovocem. Populace tuiů je ohrožena úbytkem přirozeného prostředí a introdukovanými predátory jako jsou krysy, potkani, kusuové liščí, fretky a hranostaji. K ochranným opatřením patří hlavně obnova habitatu, kontrola predátorů a reintrodukce tuiů do míst jejich původního rozšíření (např. Banksův poloostrov, Chathamův ostrov). Mezinárodní svaz ochrany přírody druh hodnotí jako málo dotčený, nicméně chathamský poddruh je novozélandskými úřady hodnocen jako ohrožený.

## Systematika
Název tui je obecný název pocházející z maorského názvu ptáka tūī [tůí]. Druhové jméno zpěvný se druhu dostalo díky jeho líbivým zpěvným projevům.
První zmínky Evropanů o tuiích zpěvných pochází již z roku 1770, možná už i z roku 1769. Několik exemplářů odchytil Johann Reinhold Forster v Dusky Sound v roce 1773; tuie tehdy vzal na palubu lodi Resolution, na které ptáci dokázali přežít několik týdnů o cukrem oslazené vodě. První kresba tuiho zpěvného byla publikována v roce 1776, jejím autorem byl britský přírodovědec Peter Brown. O formální popis druhu se postaral německý přírodovědec Johann Friedrich Gmelin v roce 1788.

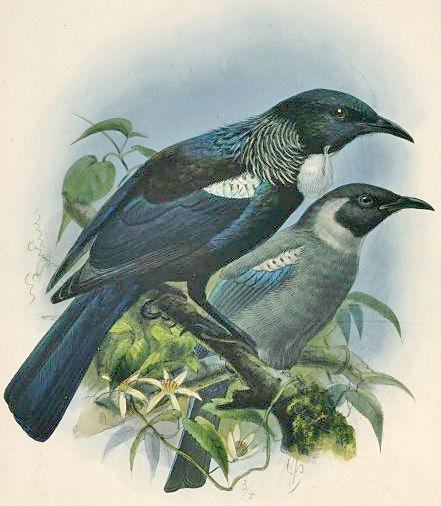
Ilustrace dospělého (vlevo) a nedospělého tuiho (John Gerrard Keulemans, 1873)

Nejbližším žijícím příbuzným tuiho zpěvného je medosavka novozélandská. Podle genetických analýz se tui zpěvný a klad, který zahrnuje medosavku novozélandskou a chathamskou, oddělili před 5 miliony lety. Kladogram níže zobrazuje nejužší příbuzenské vazby druhu v rámci čeledi kystráčkovitých:
|  | květosavka hnědá (Pycnopygius ixoides)        |
|  |                                               |
|  | květosavka mramorovaná (Pycnopygius cinereus) |
|  |                                               |

|  | tui zpěvný (Prosthemadera novaeseelandiae)                                                                                       |
|  | |
|  | \| \| medosavka novozélandská (Anthornis melanura) \| \| \| \| \| \| †medosavka chathamská (Anthornis melanocephala) \| \| \| \| |
|  | |
|  | medosavka novozélandská (Anthornis melanura)                                                                                     |
|  | |
|  | †medosavka chathamská (Anthornis melanocephala)                                                                                  |
|  | |

|  | medosavka novozélandská (Anthornis melanura)    |
|  |                                                 |
|  | †medosavka chathamská (Anthornis melanocephala) |
|  |                                                 |

|  | tui zpěvný (Prosthemadera novaeseelandiae)                                                                                       |
|  | |
|  | \| \| medosavka novozélandská (Anthornis melanura) \| \| \| \| \| \| †medosavka chathamská (Anthornis melanocephala) \| \| \| \| |
|  | |
|  | medosavka novozélandská (Anthornis melanura)                                                                                     |
|  | |
|  | †medosavka chathamská (Anthornis melanocephala)                                                                                  |
|  | |

|  | medosavka novozélandská (Anthornis melanura)    |
|  |                                                 |
|  | †medosavka chathamská (Anthornis melanocephala) |
|  |                                                 |

|  | květosavka hnědá (Pycnopygius ixoides)        |
|  |                                               |
|  | květosavka mramorovaná (Pycnopygius cinereus) |
|  |                                               |

|  | tui zpěvný (Prosthemadera novaeseelandiae)                                                                                       |
|  | |
|  | \| \| medosavka novozélandská (Anthornis melanura) \| \| \| \| \| \| †medosavka chathamská (Anthornis melanocephala) \| \| \| \| |
|  | |
|  | medosavka novozélandská (Anthornis melanura)                                                                                     |
|  | |
|  | †medosavka chathamská (Anthornis melanocephala)                                                                                  |
|  | |

|  | medosavka novozélandská (Anthornis melanura)    |
|  |                                                 |
|  | †medosavka chathamská (Anthornis melanocephala) |
|  |                                                 |

|  | tui zpěvný (Prosthemadera novaeseelandiae)                                                                                       |
|  | |
|  | \| \| medosavka novozélandská (Anthornis melanura) \| \| \| \| \| \| †medosavka chathamská (Anthornis melanocephala) \| \| \| \| |
|  | |
|  | medosavka novozélandská (Anthornis melanura)                                                                                     |
|  | |
|  | †medosavka chathamská (Anthornis melanocephala)                                                                                  |
|  | |

|  | medosavka novozélandská (Anthornis melanura)    |
|  |                                                 |
|  | †medosavka chathamská (Anthornis melanocephala) |
|  |                                                 |

Tui zpěvný a medosavka novozélandská jsou jedinými zástupci kystráčkovitých na Novém Zélandu. Tui zpěvný tvoří dva poddruhy:
- P. n. novaeseelandiae (Gmelin, JF, 1788) – rozšířen po Jižním, Severním a Stewartově ostrově a některých dalších novozélandských ostrovech jako jsou Aucklandovy ostrovy. Nominátní poddruh.
- P. n. chathamensis Hartert, E, 1928 – rozšířen po Chathamských ostrovech.

Vedle jména tūī se v maorštině druh někdy označuje jako kōkō či koko.

## Popis

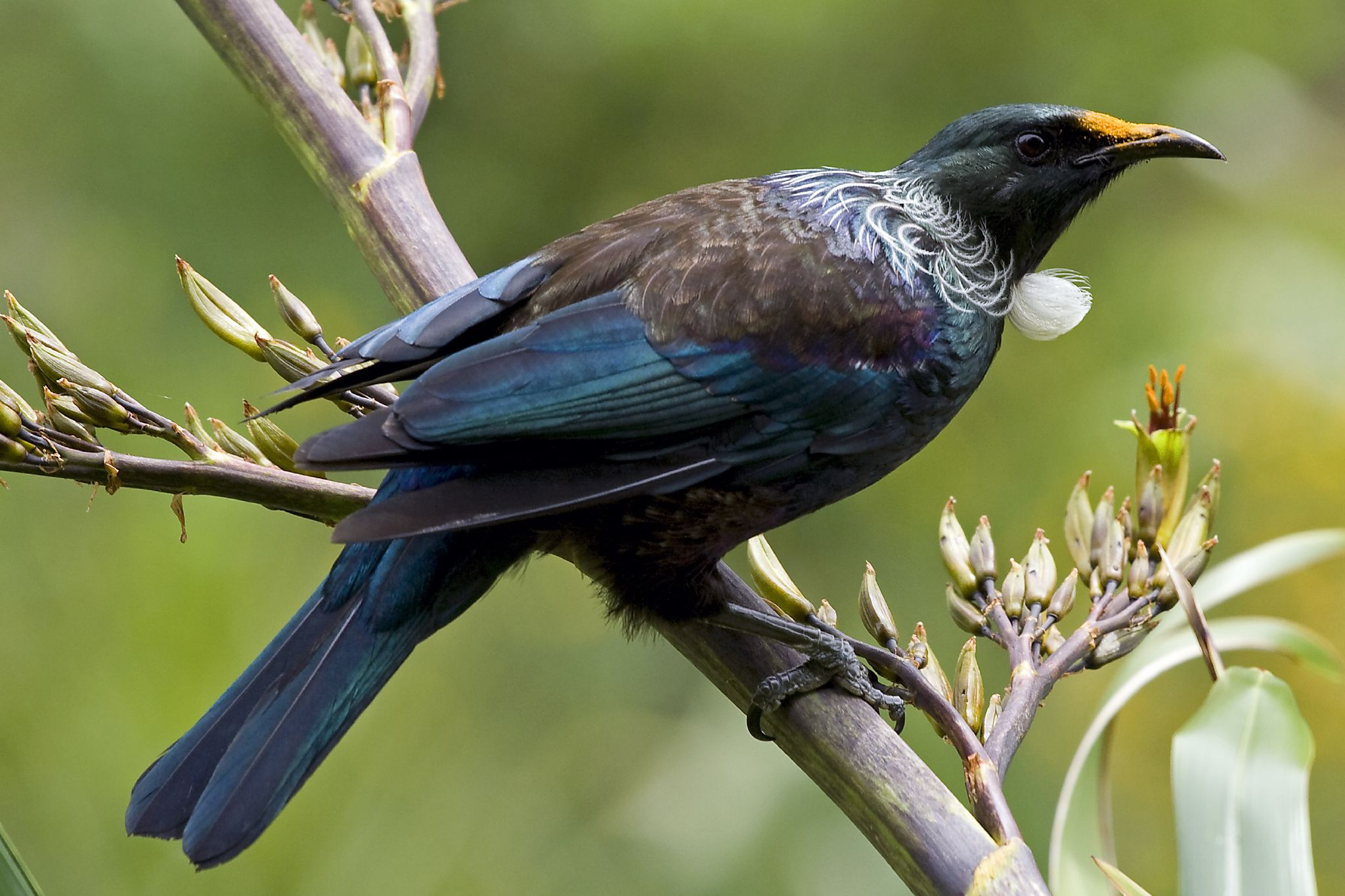
Tui zpěvný s patrným žlutým zapyleným čelem a horním zobákem

Jedná se o statného ptáka velikosti kosa. Délka těla se pohybuje mezi 27–32 cm. Rozpětí křídel je kolem 40 cm. Chathamský poddruh (subsp. chathamensis) je v průměru o něco větší a těžší než novozélandský poddruh (subsp. novaeseelandiae). Samci jsou těžší než samice. Samci nominátního poddruhu váží kolem 120 g, samice váží kolem 85 g. Samci chathamského poddruhu váží kolem 155 g, samice 110 g.
Tui má silný tmavý zobák zahnutý směrem dolů. Křídla jsou široká a zaoblená, stejně jako ocas. Duhovky jsou černohnědé. Silné nohy a prsty jsou šedo-černé až černé. Opeření samců a samic je stejné, avšak samci jsou o něco větší a těžśí neż samice.
Opeření je z většiny silně iridiscentní (lesklé) a v závislosti na světle vypadá jako tmavě modré, tmavě zelené či někdy až bronzové a zlatavé. Hlava a krk jsou černé se silným tmavě modrým až tmavě zeleným odleskem. Po stranách krku se nachází čistě bílé chomáče peří, které často splývají v jeden útvar připomínající bílou bambuli. Funkce těchto sněhově bílých chomáčů není vyjasněna, může se jednak o symbol statusu v kompetici samců nebo o kondičně závislý signál. Nedospělcům se bílé chomáče začínají vyvíjet kolem věku 6 týdnů.
V zadní části krku je přítomna řada bílých, jemně zatočených dlouhých per, která vytváří jakýsi límec, který se táhne od šíje ke stranám krku. Zbytek opeření na hřbetě a kostřeci je černohnědé, jemně iridiscentní. Svrchní ocasní krovky a svrchní ocasní pera jsou tmavá. Svrchní strana křídel je převážně černá či černohnědá se silným modrým a zeleným odleskem. V oblasti loketních krovek se nachází výrazný bílý flek, který je někdy patrný i v případě složení křídla, kdy se jeví jako bílý flek na rameni. Spodní strana těla (břicho, spodní ocasní krovky, spodní strana křídel) je převážně černohnědá s různou měrou odlesku, který se občas jeví jako zlatý či bronzový. Nedospělí jedinci bývají fádnějších barev než dospělci a míra odlesku jejich opeření se omezuje na svrchní stranu ocasu a křídel. Zejména v listopadu a prosinci mívají tuiové přítomný žlutý pyl na čele a na zobáku; tento pyl pochází z krmení na lenovníku (Phormium).

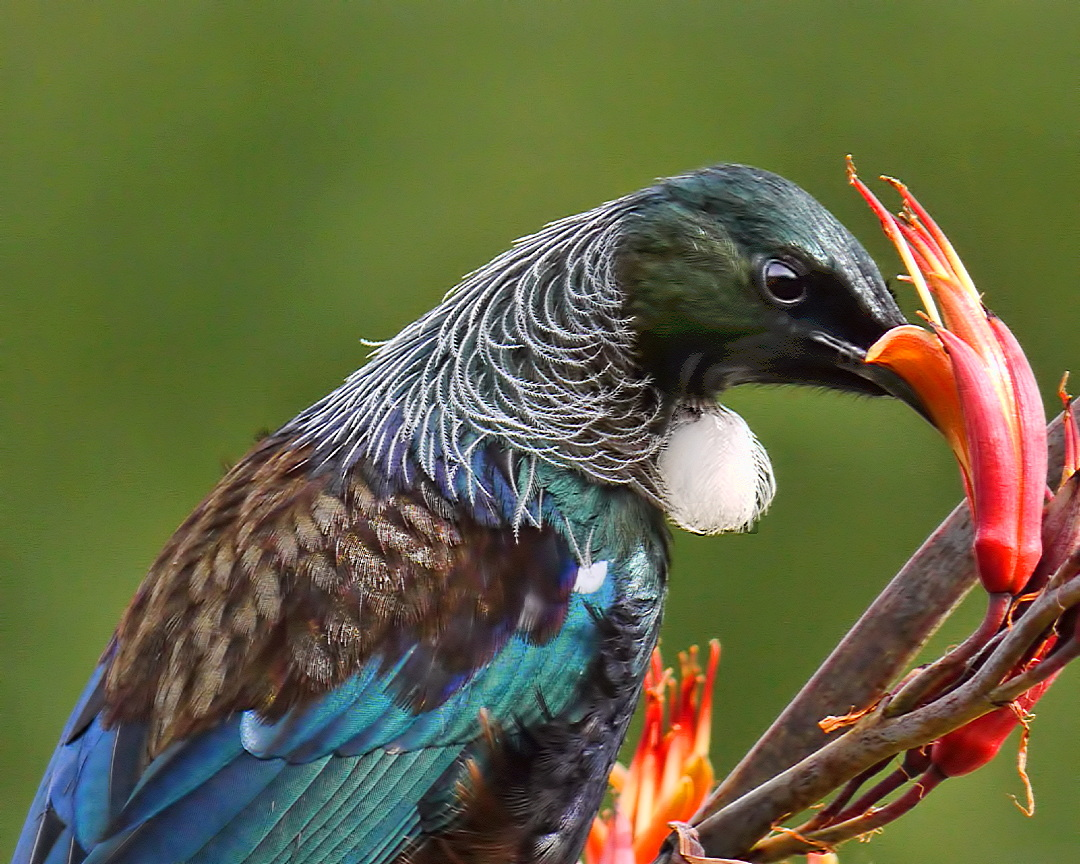
Tui při pití nektaru z lenovníku

Možná záměna hrozí hlavně s medosavkou novozélandskou, která má velmi podobný hlas, který je však poněkud zpěvnější bez hrdelních, skřekavě chrčících zvuků. Vizuálně podobný je tuimu snad jen introdukovaný kos černý, který však má oranžový zobák a jeho opeření je cele černé bez chomáčů sněhového peří na krku. Nedospělí tuiové mohou být zaměněni se špačkem obecným, který však má kratší ocas a postrádá výrazný bílý flek na svrchní straně křídel.

## Rozšíření a stanoviště
Tuiové zpěvní se endemitně vyskytují na Novém Zélandu, kde jsou široce rozšíření po hlavních ostrovech (Jižní, Severní, Stewartův) i po menších ostrovech a souostrovích. Severní hranici jejich výskytu představují Kermadekovy ostrovy a Chathamské ostrovy, na jižní hranici to jsou Aucklandovy ostrovy. Jedinými oblastmi, kde se tuiové nevyskytují, jsou suché oblasti části Jižního ostrova na východ od Jižních Alp (mj. Cantebury). Nevyskytují se ani na Ostrovech chudých rytířů, patrně z důvodů vysoké hustoty výskytu medosavek novozélandských, přímých konkurentů tuiů.
Typické hnízdní stanoviště druhu tvoří lesnaté a křovinaté původní, někdy i druhotné exotické (typicky borovicové) lesy. Mimo hnízdní období se tuiové často potulují po krajině a stahují se ke zdrojům potravy včetně venkovských zahrad a městských parků.

## Biologie

### Životní cyklus

#### Teritoria

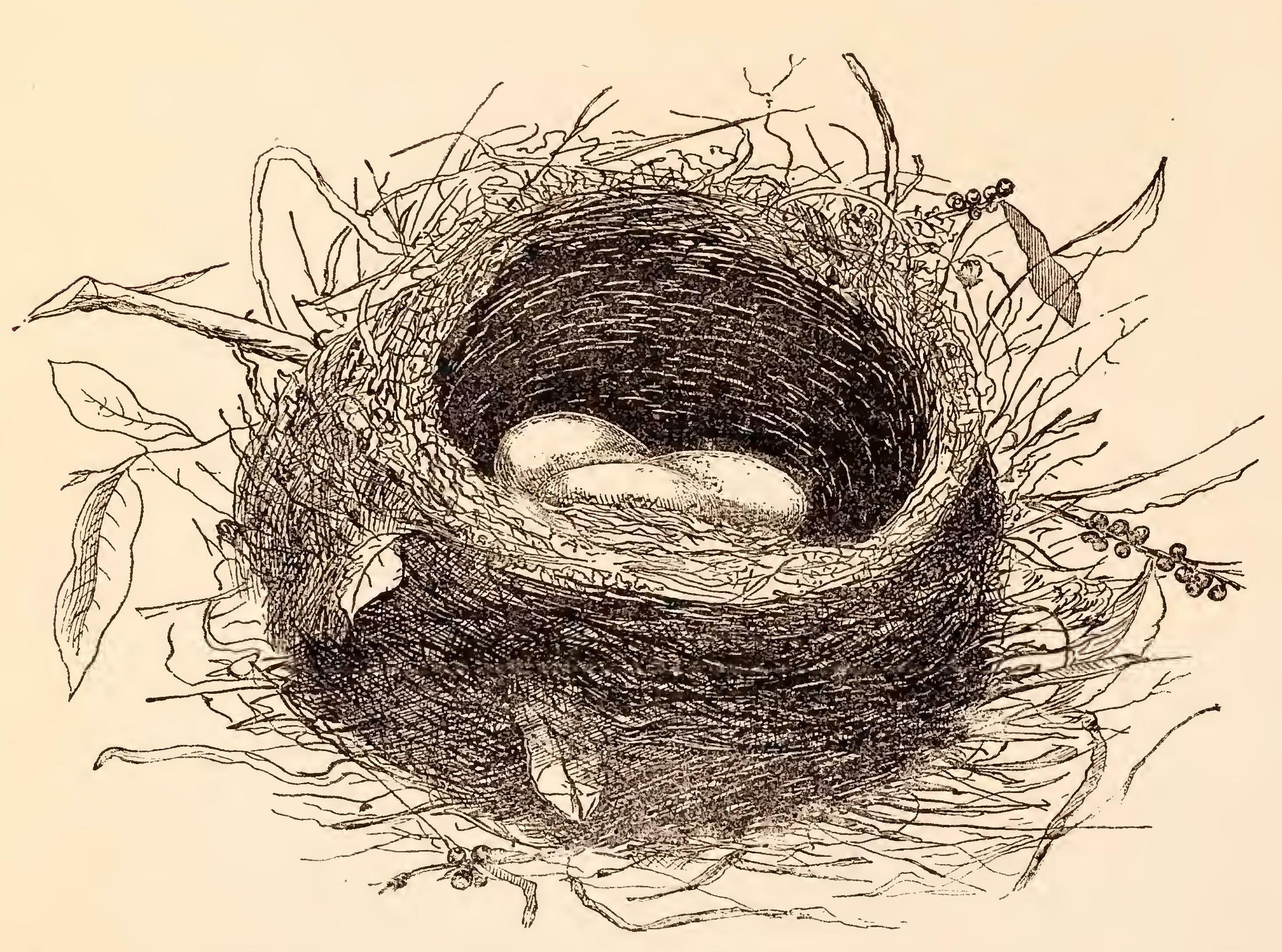
Kresba hnízda tuiho

Počátek rozmnožovacího období sahá do září a října, kdy tuiové začnou se zakládáním svých teritorií. V tomto období posedávají vysoko v korunách stromů, kde s načepýřeným opeřením, rozevřeným zobákem a částečně vyplazeným jazykem hlasitě zpívají. V novozélandské krajině bývají tuiové prvními ptáky, kteří začnou ráno zpívat (dlouho před rozedněním), a posledními ptáky, kteří se zpěvem končí (dlouho po západu slunce). Tuiové jsou silně teritoriální. K obraně svých teritorií používají svůj výrazný hlas i zastrašujících, agresivních letů. Zvláštností tuiů je modifikace ručních letek. Osmé ruční letky mají výřez (podobně jako letky medosavek novozélandských), což umožňuje proudění vzduchu tak, že tuiové těmito letkami dokáží vydávat zvuky připomínající vířivé vrrrummm. Tyto mezery jsou největší u dospělých samců. Nízko položené vířivé zvuky tuiové používají jako výraz agrese při obraně teritorií, avšak mohou být používány i během námluv.

#### Hnízdění
Během námluv oba partneři hlasitě zpívají a zapojují se do agresivních honiček v korunách stromů. Zásnubním rituálem je i krmení samice samcem nebo společný zpěv. Utvořený pár zůstává na teritoriu bráněném samcem. Vedle vířivých zvuků křídel a hlasitého zpěvu samci vyhraňují svá teritoria i pomocí krátkých a rychlých střemhlavých letů. Teritoria mívají při okrajích vzrostlé stromy, na kterých samci každý den dosedávají a hlasitě zpívají. K obranným adaptacím samice vedle agresivních letů patří i simulování zlomeného křídla.
Hnízdo šálkovitého tvaru staví pouze samice. Stavebním materiálem jsou hlavně větvičky stromů, občas i další rostlinný materiál jako jsou listy, mech, lišejníky, kapradiny a vlna. Občas může být rostlinný materiál protkán pavoučími sítěmi. Vystýlku tvoří jemné trávy, mech, lišejníky a chlupovité části rostlin, případně i chlupy živočichů. Někdy může samice postavit více hnízd, než se rozhodne do jednoho z nich zahnízdit. V případě vyrušení stavby hnízda může samice hnízdo zavrhnout a začne si stavět hnízdo jinde. Hnízdo mívá vnější průměr kolem 25 cm a vnější hloubku kolem 20 cm. Bývá umístěno v korunách stromů na konci větvoví nebo v místech rozvětvení. Výjimečně může být umístěno i níže u země v korunách stromovitých kapradin či keřů. Vejce jsou kladena nejčastěji v listopadu a prosinci, avšak samice může začíst s kladením již v září a končit až v lednu. Klade 2–4, nejčastěji 3 vejce elipsovitého tvaru o rozměrech 29×21 mm. Kladení probíhá v denních intervalech. Vejce bývají bílá či jemně narůžovělá s červenohnědým kropením a skvrnkami, především na širším konci. Inkubuje pouze samice po dobu kolem 14 dní. Hnízdo opouští pouze zrána, kdy odlétá za krmením. Samec během inkubace občas může krmit samici, většinu času však tráví obranou teritoria, předváděcími lety a zpíváním z vyvýšeného místa. Během inkubace občas zpívá i samice.

#### Mláďata

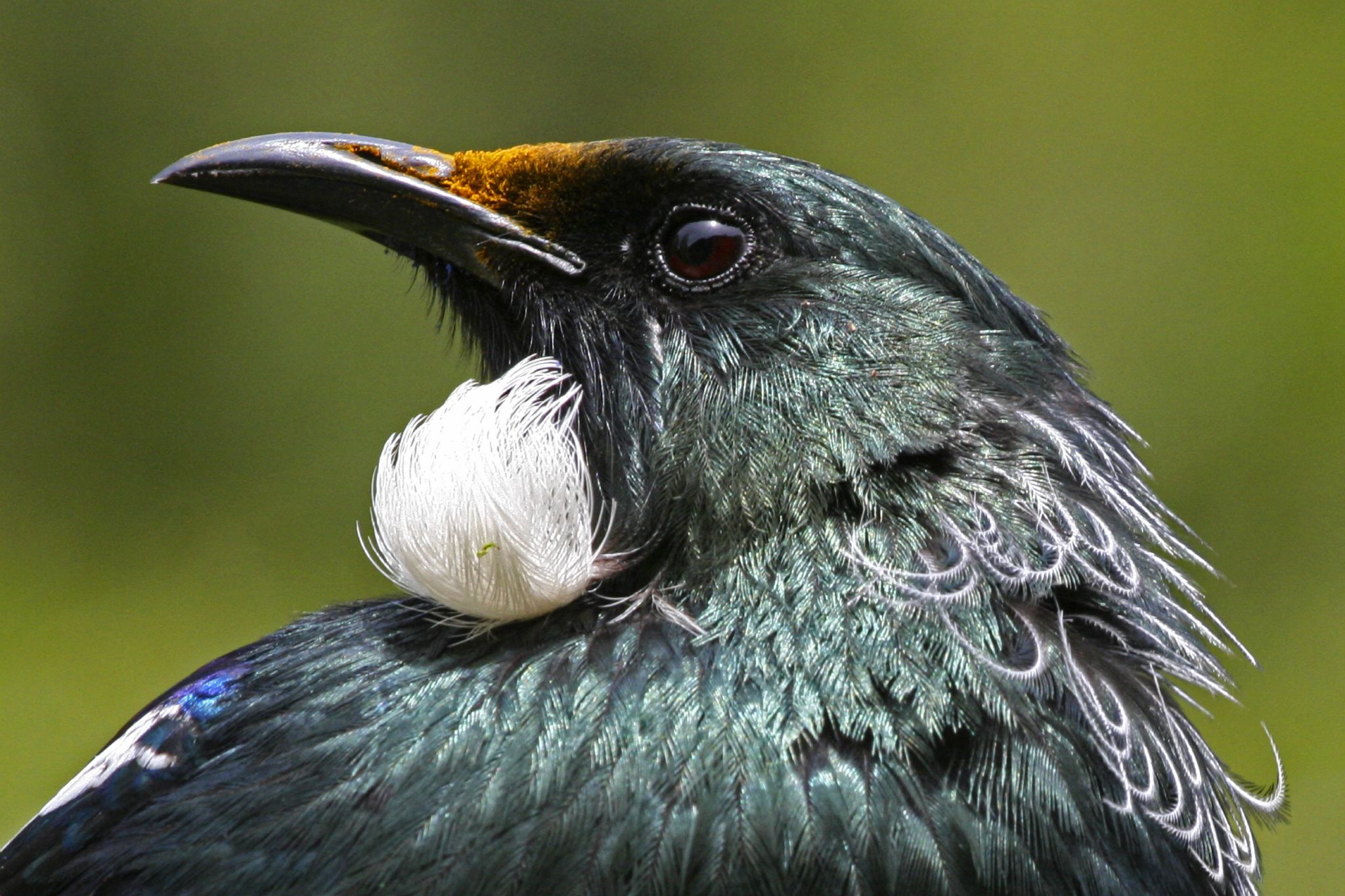
Detail hlavy tuiho

Mláďata se rodí altriciální a nidikolní. Po vyklubání jsou nahá a slepá, váží kolem 7 g. O čerstvě vyklubaná ptáčata se stará samec i samice, nicméně samice obstarává valnou většinu jídla i většinu uklízení hnízda. Ptáčata jsou krmena hlavně hmyzem; na Tiritiri Matangi tvořil hmyz až 96 % potravy ptáčat na hnízdě. Kolem 11. dne od vyklubání ptáčata opouští hnízdo, avšak po dalších 10–20 dní zůstávají v blízkosti rodičů, kteří jim nadále shání potravu, především hmyz, avšak ve vzrůstající míře i nektar a ovoce. Po osamostatnění mláďat dospělci většinou opouští svá teritoria, avšak někteří tuiové zůstávají na svých teritoriích po celý rok. Další rok většinou zahnízdí se stejným partnerem, avšak není výjimkou, že si najdou partnera nového. Typicky se vrací každý rok do stejných hnízdišť.
Tuiové tvoří sociálně monogamní páry, nicméně podle genetických výsledků je až 57 % ptáčat výsledkem extrapárové kopulace, což je vůbec jeden z největších poměrů nalezených u sociálně monogamních ptáků. S tím souvisí i to, že jak samci, tak samice se někdy přilétávají podívat na ptáčata svých sousedů. V případě samců se někdy jedná o jejich genetické potomky.

#### Dožití, predátoři
Tuiové se mohou dožít nejméně 12 let. K přirozeným predátorům patří ostříž novozélandský.
K nepřirozeným predátorům, tedy predátorům introdukovanými lidmi, patří kusu liščí, zdivočelé kočky, krysy, potkani, hranostajové a fretky.

### Hlas
Tuiové zpěvní mají vysoce rozmanitý a propracovaný vokální repertoár. Jejich zpěv typicky zahrnuje zvuky připomínající zvonky, ostřejší cinkání, hrdelní skřeky, chřestění, sípání, chichotání, klikání a tiché kvičivé zvuky. Komplexní tuiho píseň typicky zahrnuje i 30–40 (maximálně až 56) slabik a může trvat až 20 vteřin. Podobně jako u řady jiných ptáků, zpěv tuiů slouží k vymezení teritorií a k nalákání pozornosti samic. Při pokusech s přehráváním nahrávek zpěvu bylo zjištěno, že samci tuiů reagují mnohem agresivněji na komplexní zpěv jiných samců téhož druhu, než na méně propracovaný, jednoduchý zpěv jiných tuiů. Nejen samice, ale i samci tedy dokáží rozpoznat i reagovat na úroveň komplexity zpěvu.
Zpěv bývá nejkomplexnější a nejrozmanitější v lesních porostech. To může souviset s kompeticí mezi tuii, s větším množstvím jídla v lese (které ve výsledku vede k více živinám podporujícím lepší vývoj mozku a v konečném důsledku i větší barvitost zpěvu), nebo větší hustotě výskytu ptáků, jejichž zpěv tuiové napodobují. Zpěv bývá komplexnější u samců, což je pravděpodobně výsledek pohlavního výběru. Stejně jako ostatní ptáci, tuiové produkují svůj zpěv ve zpěvném ústrojí neboli syrinxu, který má tvar větvící se trubice (tvar připomíná obrácené písmeno Y). U zpěvných ptáků včetně tuiů je tento orgán ovládán pomocí devíti párů svalů. Zatímco řada ostatních ptáků dokáže při produkci zvuku využívat pouze jednu ze dvou trubic tvořící syrinx, tuiové dokáží kontrolovat proudění vzduchu v každé trubici zvlášť, což jim umožňuje vydávat dva tóny najednou.
Tuiové jsou známi tím, že imitují zvuky svého prostředí. K těmto zvukům patří nejen zpěv jiných druhů ptáků (zejména medosavek novozélandských), ale i velmi specifické zvuky jako je tříštění skla, zabezpečovací alarm auta, pískání či melodie mobilního vyzvánění. Jsou známi i tuiové ze zajetí, kteří se naučili imitovat lidský hlas. Tui jménem Woof Woof z útulku pro divoká zvířata z Whangarei se naučil opakovat věty včetně delších vět.
Zpěv tuiů je sezónně, pohlavně, individuálně a místně (makrogeograficky i mikrogeografickyi) podmíněn. Např. samci v době hnízdění trylkují častěji než mimo hnízdní období. Trylkování je energeticky náročné a proto se předpokládá, že častějším trylkem budou samci vyjadřovat své tělesné kvality. Místní dialekty jsou u tuiů běžné a mohou se lišit u skupin tuiů hnízdících jen několik set metrů od sebe. U tuiů žijících u hlučné dálnice bylo zjištěno, že jejich zpěv je kratší a jednodušší s menším počtem trylků než u populací z méně hlučného prostředí. Tuiové žijící v takto hlučném prostředí používají více hlasitých skřekavých zvuků, které lépe proniknou hlučným městským prostředím. V zalesněném prostředí používají vedle trylků i nízkofrekvenční zvuky, které se lesními porosty šíří lépe.
Podle studie z roku 2013 je zpěv pevninského poddruhu novaeseelandiae mnohem komplexnější a obsahuje více trylků než zpěv chathamského poddruhu chathamensis. To by se alespoň z části dalo vysvětlit teorií akustické adaptace, podle které jsou akustické signály optimalizovány vzhledem k prostředí. Vzorková místa nahrávek pevninského poddruhu totiž zahrnovala ve větší míře místa s otevřenou krajinou s malým množstvím vegetace, kde se trylek přenáší lépe než v zalesněném habitatu, který dominoval vzorkovým místům na Chathamských ostrovech. Významná část zpěvu tuiů je produkována v ultrazvukových frekvencích, které nejsou slyšitelné člověkem. Tyto zvuky lze alespoň vizuálně pozorovat – když tui během zpěvu náhle na chvíli utichne, avšak stále otevírá zobák ve zpěvné pozici, lze předpokládat, že vydává ultrazvukové sekvence. K vývoji zpěvného repertoáru dochází u tuiů postupně. První pokusy o zpěv byly u ptáčat zaznamenány 6 dnů po opuštění hnízda.

### Potrava

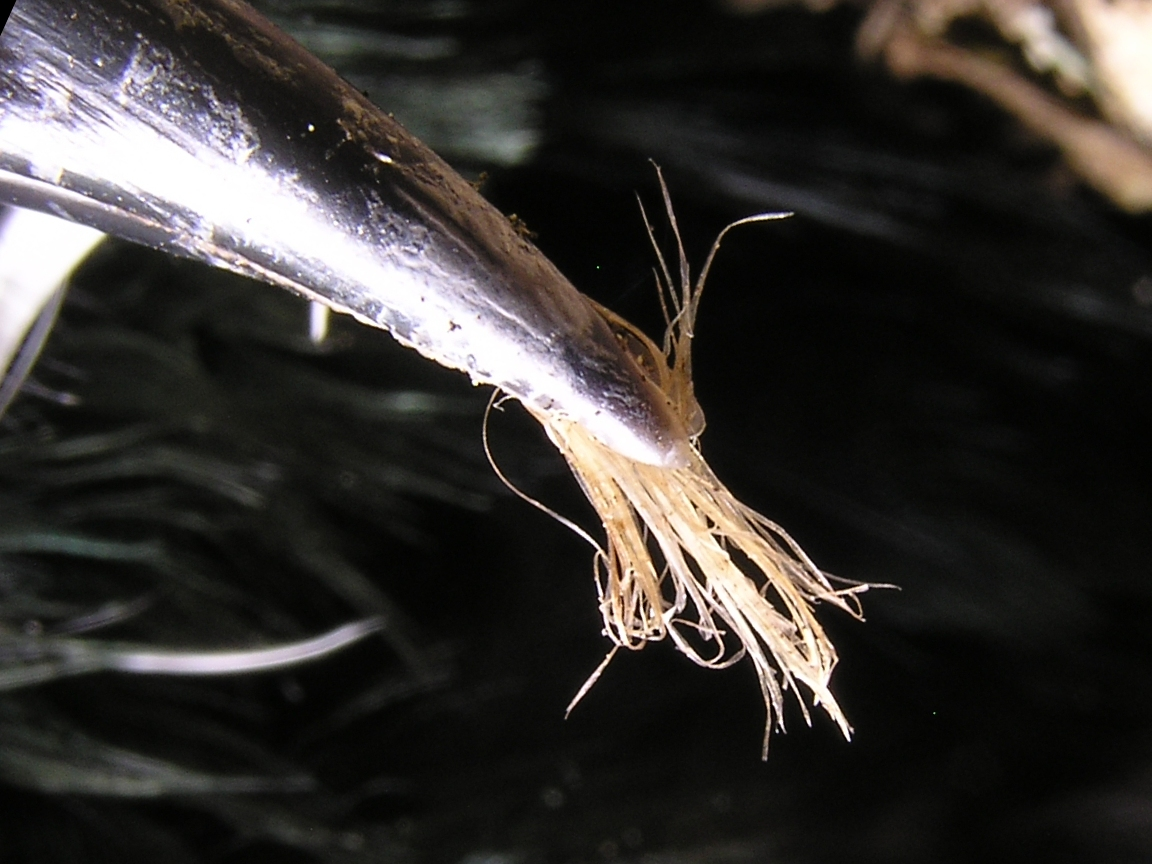
Štětiny na konci jazyka vyčnívající ze zobáku tuiho (fotografie uhynulého jedince, štětiny jsou poněkud poničené)

Živí se hlavně pylem a nektarem, které nachází ve vyšších rostlinných patrech. V případě nedostupnosti nektaru se může uchýlit i k pojídání ovoce a hmyzu, který sbírá hlavně ze země, avšak může jej nalézat i ve stromovém baldachýnu. Poměrný objem potravy i složení jídelníčku se liší v závislosti na ročním období, lokalitě, pohlaví i individuální preferenci. Například podle studie z jihozápadního cípu Jižního ostrova se tamější tuiové krmí nektarem nejméně v dubnu (10 % přijímané potravy) a nejvíce v říjnu (73 %). Nejčastěji se krmili květy ze stromů Metrosideros umbellata a Fuchsia excorticata. Ovoce tuiové jedli hlavně ze stromů Carpodetus serratus a Dacrydium cupressinum. Hmyz je důležitý hlavně v době hnízdění, kdy tuiové chytají zejména velké druhy hmyzu jako jsou strašilky a cikády. Hmyz loví buďto na zemi vyrušováním hmyzu zpod větví a listů, nebo chytáním v letu. Na Chathamově ostrově je nejdůležitější potravou hnízdících tuiů lenovníkový nektar.
K přijímání nektaru tuiům dobře slouží jejich prodloužený jazyk se štěticovitým zakončením. V jazyku se nachází podélné kanálky, které umožňují proudění nektaru směrem k jícnu. Tuiové patří k jedněm z nejdůležitějších opylovačů a roznašečů semen novozélandských lesních rostlin. Hrají důležitou roli hlavně v opylování rostlin přizpůsobených ptačím opylovačům jako jsou fuksie (Fuksia), jerlín (Sophora) či lenovník (Phormium).
Tuiové mohou dolétávat za potravou ze svého teritoria na poměrně dlouhé vzdálenosti, která se však razantně liší v době hnízdění a mimo ni. Podle jedné ze studií tuiuové v době hnízdění dolétávali za potravou jen 0,5 km (tuiové v tuto dobu musí zajišťovat inkubaci a bránit teritoria i hnízda), zatímco mimo dobu hnízdění dolétávali až do 30 km vzdálených krmišť. V místech, kam se tuiové přilétají krmit, si často zakládají místní teritoria. Takové teritorium může představovat např. kvetoucí lenovník. Tato teritoria pak agresivně brání proti všem vetřelcům včetně jiných druhů ptáků i lidí. Zvláště kukačky dlouhoocasé jsou terčem skupinových náletů tuiů a menší hejna tuiů dokáží zahnat i motáka tichomořského nebo flétňáka australského. Při obraně teritorií tuiové často načepýří své peří, aby se tak zdáli větší než ve skutečnosti jsou, a vystavují na oděv své bílé chomáče na krku. Do krmišť tuiové mohou dolétávat v menších hejnech tvořených příbuznými jedinci, kteří nedaleko sebe často i hnízdí.

### Chování

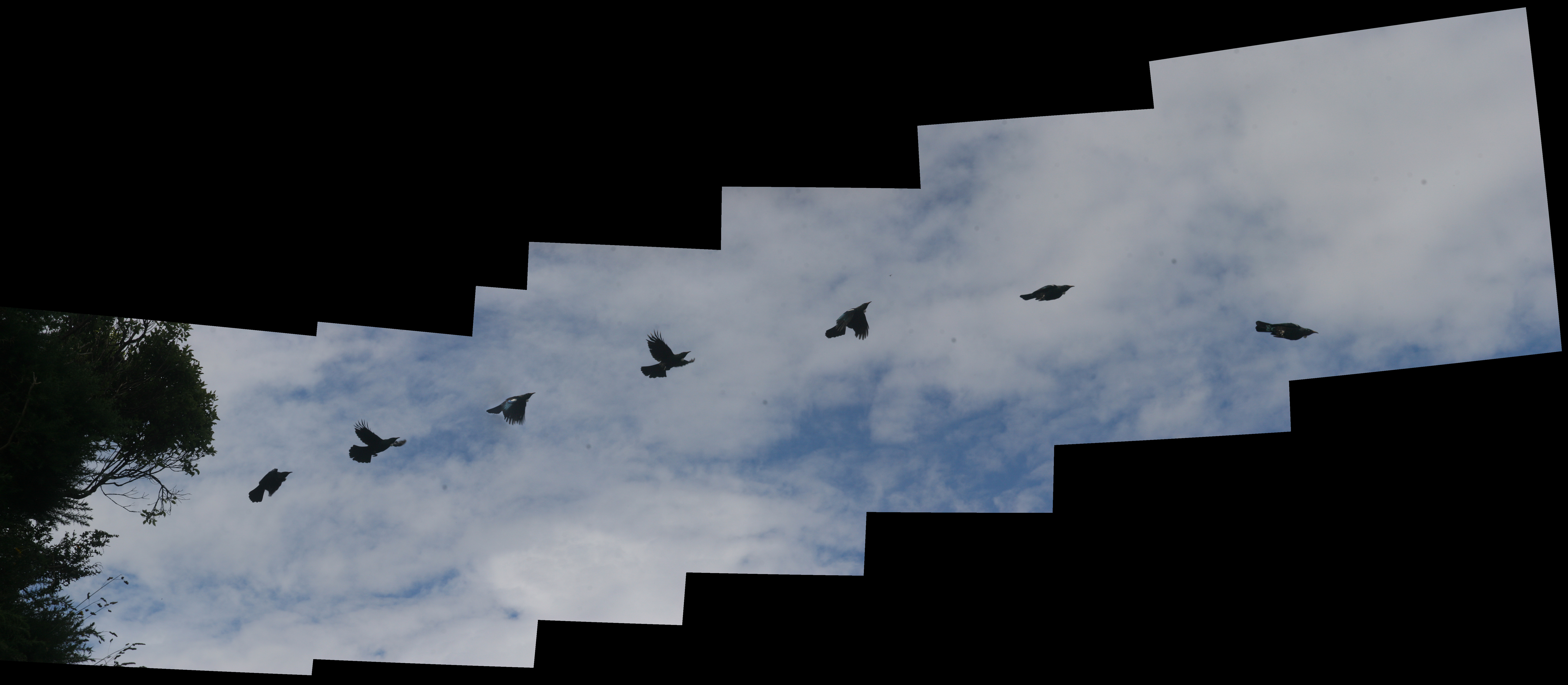
Anatomie tuiho letu

Na teritoriu se vyskytuje jednotlivě, v páru nebo v malých hejnech příbuzných jedinců. V oblasti krmišť se mohou vyskytovat i ve větších hejnech, občas spojovaných s krukoočky australopacifickými, medosavkami novozélandskými či holuby maorskými. Let tuiů bývá rychlý s častým čiperným, vehementním a nepravidelným máváním křídel. Pohyb tuiů je spojován s dostupností potravy; zatímco některé populace jsou stálé, některé jsou potulné a další migrují za potravními zdroji ve snaze následovat dobu květenství rostlin. Řada populací tuiů se naučila zimovat ve městech (např. Wellington, Tauranga). Část populace z Tiritiri Matangi přilétá na tento ostrov pouze zahnízdit a zbytek roku tráví jinde.
Sociální organizace je do značné míry flexibilní. Zvláště v oblasti krmišť mohou tuiové formovat poměrně komplikované hierarchické struktury založené na dominanci. Podobně flexibilní jsou i páry, které se po skončení hnízdění někdy rozdělí, někdy zůstávají pospolu i přes zimu.

## Ohrožení a ochrana
Kosterní pozůstatky tuiů nalezené u sídlišť Maorů napovídají, že se kdysi jednalo o široce rozšířeného ptáka i významný zdroj bílkovin Maorů. Vypalování lesů Maory způsobilo drastický úbytek hnízdního habitatu tuiů. Příchod Evropanů na Nový Zéland přinesl pro tuie novou hrozbu v podobě introdukovaných invazivních predátorů, nicméně Evropani začali i s cílenou výsadbou nektaronosných a ovocenosných rostlin (hlavně lenovník, blahovičník kulatoplodý, jerlín, banksie, Vitex lucens), které patrně pomohly rozšířit potravní nabídku tuiů. Největší moderní hrozbu tuiů představují introdukovaní predátoři.
K hlavním ochranným opatřením patří kontrola predátorů, na kterou populace tuiů reaguje extrémně pozitivně, a reintrodukce tuiů do míst původního rozšíření. K těm patří Banksův poloostrov, kam byla přemístěna část populace z ostrova Te Hoiere v Marlborough Sounds, či Chathamův ostrov (přemístěna populace z Rangatira), odkud tuiové vymizeli někdy v 80. letech 20. století.

## Odkaz vkultuře
Někteří maorští náčelníci chovali tuie jako domácí mazlíčky a učili je komplexním mluveným projevům. Pro lepší výslovnost podobnou lidské řeči byly tuiům zastřihnuty chloupky na jazyku. Cvičení tuiové byli schopni odříkat krátké modlitby (karakia), přísloví (whakatauki) nebo pozdravy (mihi). Tuiové, kteří se naučili takto mluvit, byli nazýváni manu rangatira („ptáci náčelníků“). Některá maorská přirovnání se zakládají na schopnostech tuiů mluvit; tak např. vychytralý řečník se v maorštině může označovat jako he koko tataki („duchaplný řečník“) nebo te korokoro tui („artikulovaný mluvčí“ či „sladký zpěvák“). K dalším maorským příslovím odkazujícím k tuiům patří pořekadlo me he korokoro tūī („Má hlas jako tui“), kterým se označují zpěváci s líbivým hlasem.
Tuiové byli Maory ceněni i pro jejich maso a peří. Peří bylo používáno pro výrobu svátečních plášťů (kahu huruhuru) a jako ozdobné prvky košíků (kete).